# Serpent (blaasinstrument)
Een serpent is een blaasinstrument en de zwaarste variant (echter, geen familie) van de baszink, die volgens een 18e-eeuwse Franse publicatie rond 1590 in Auxerre (Frankrijk) is uitgevonden. Het instrument bestaat uit aaneengelijmde houten spanen, in twee onderstaande S- bochten gebogen (vandaar de naam) en omwikkeld met leer. De buis is zo'n twee meter lang en geheel conisch.
Het instrument heeft een groot bereik, van A' tot c", maar een zeer matige eigen toonzuiverheid. Alles hangt dus af van de gehoorvaardigheid van de bespeler. Zoals bij alle koperblaasinstrumenten, waarbij de serpent ook behoort vanwege het bespelen met een kuipmondstuk, wordt de grondtoon enkele malen in harmonischen overgeblazen: C - c - g - c' - e' - g' - bes' - c". De tussenliggende tonen worden verkregen door verkortingen, openen van vingergaten dus. De bij oorsprong slechts zes vingergaten staan echter niet proportioneel over de toonbuis verdeeld. Een duimgat is er ook niet. Sommige noten hebben zelfs geen eigen vingerzetting, er moet 'gelipt' worden. Er bestaat een basis-vingerzettingstabel, maar het is de musicus die uiteindelijk beslist welke vingerzetting het beste klinkt voor elke noot.
De serpent, niet het serpent dus, werd bij oorsprong verticaal bespeeld, de onderkant steunend op de voeten. Bij later militair gebruik, te paard zelfs, werd het instrument wat aangepast: de S-vorm werd meer gedrongen, verstevigd door metalen tussenstukjes, en voorzien van extra kleppen die de gaten meer in juiste proportie gingen zetten, wat de toonjuistheid ten goede kwam. De speelwijze werd horizontaal, wat meebracht dat de vingerzetting van de rechterhand omgekeerd moest worden uitgevoerd.
Gaandeweg drongen verbeteringen zich op. Talloze varianten verschenen ten tonele, de in fagotvorm omgebogen houten variant vooral populair op het continent: de Basson Russe, al dan niet voorzien van een koperen klankbeker of een gesneden drakenkop, de Bass horn in V-vorm, populair in Engeland, en vooral de ophicleïde, deze laatste volledig in metaal en voorzien van 9 tot 12 sleutels die op één sleutel na omgekeerd werden bediend: drukken betekent openen.
De komst van de tuba in de 19e eeuw (1850) betekende uiteindelijk het doodvonnis voor de serpent en al de varianten. In militaire bands verdwenen na 1910 ook de allerlaatste exemplaren.
Door de opkomst van de authentieke uitvoeringspraktijk en de interesse in instrumenthistoriek is dit instrument al geruime tijd aan een heropstanding bezig. Opnieuw wordt gregoriaans met begeleiding van een kerkserpent uitgevoerd, Mendelssohns Paulus wordt 'geserpenteerd' etc.
Nog steeds worden houten serpenten gemaakt, maar de replica's in gegoten hars doen het uitstekend en zijn veel duurzamer dan de kwetsbare houten instrumenten.
Charles-Joseph Sax, de vader van Adolphe Sax, begon zijn stiel als muziekinstrumentenmaker met het vervaardigen van een serpent.